# Anthoine Hubert-díj
Az Anthoine Hubert-díj egy évente kiosztott díj a Formula–2-ben, amelyet az év újoncának adnak. A díj nevét Anthoine Hubert belga autóversenyzőről kapta, aki 2019-ben egy versenybalesetben vesztette életét, mindössze 21 évesen.
2022-ben Logan Sargeant kapta a díjat, de nem vette át, ezért helyette Ivasza Ajumunak adták.

## Díjazottak
- 2019:  Csou Kuan-jü[1][3]
- 2020:  Cunoda Júki[3][4]
- 2021:  Oscar Piastri[3]
- 2022:  Ivasza Ajumu[2]
- 2023:  Victor Martins[5]
- 2024:  Gabriel Bortoleto[6]